# Patates forneres

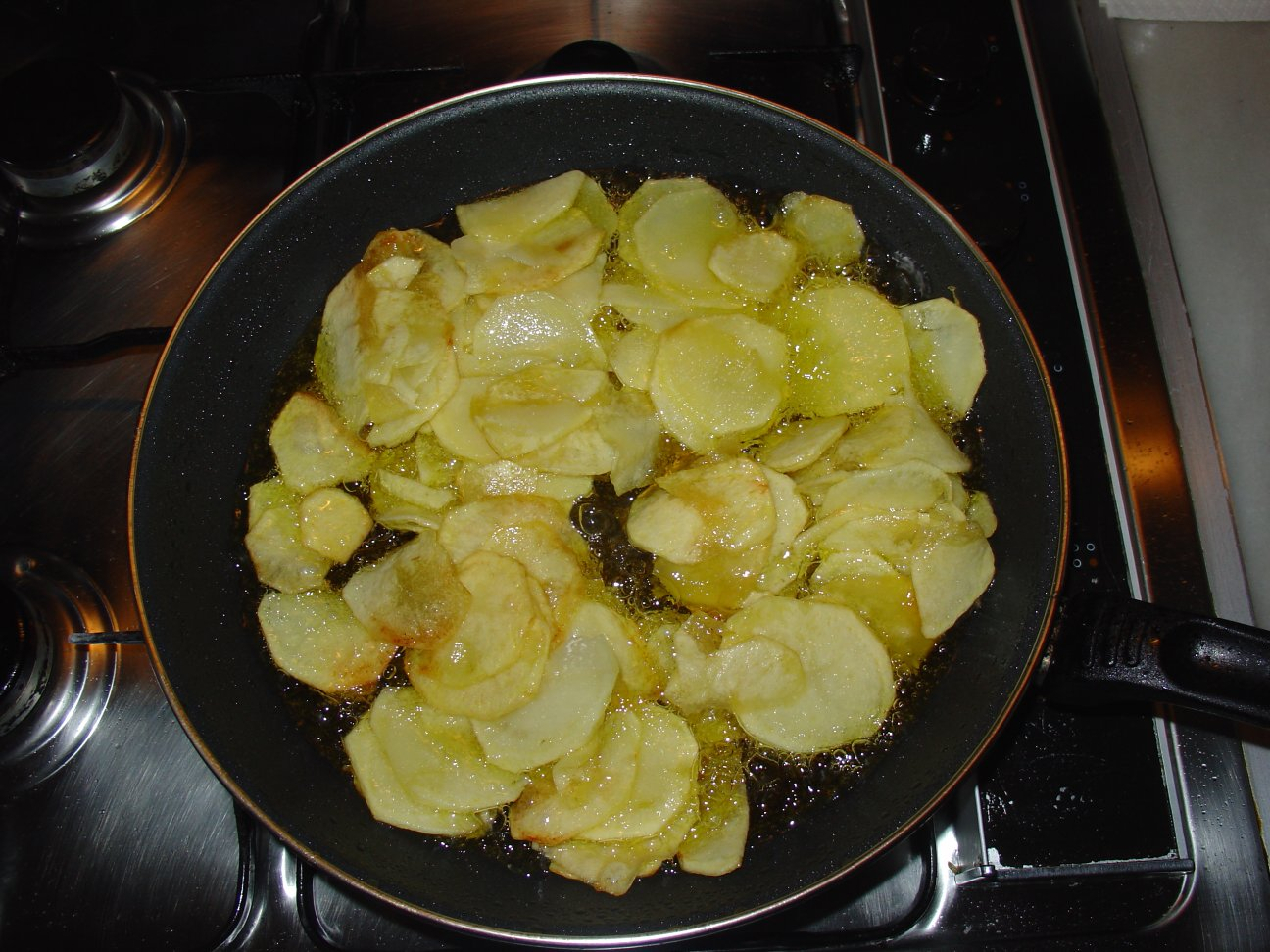
Patates tallades en rodelles molt fines per a elaborar una truita de patates.

Les patates forneres, a vegades patates fornera o patates en rodelles, tenen el seu origen en la recepta francesa de Pommes de terre à la Boulangère, segons indica la Marquesa de Parabere, és un tall especial de patates en rodelles d'un fi gruix i cuinades generalment al forn.
Se sol emprar com a companyament en la cuina espanyola, per a una carn al forn, una orada amb sal, el pollastre rostit o un deliciós xai rostit.
A vegades se solen emprar per a cuinar alguns plats com a peix (usades com a llit o capa en les paelles),
En altres ocasions s'elaboren en oli a baixa temperatura (confit) per a elaborar plats com la truita de patates o la paisana.

## Característiques
Les patates solen tallar-se perpendicularment al seu eix longitudinal. Els gruixos poden anar des de diversos mil·límetres (tres o quatre) fins a un centímetre. Se solen saltar (o escalfar), i en algunes ocasions s'acaben en el forn perquè restin daurades i seques (remullades amb una mica de vi blanc). A vegades se solen acompanyar de pebrots i cebes tallats en juliana. Quan se serveixen en acompanyament, de vegades van acompanyades d'all i julivert. Crues solen emprar-se com a llit en una paella per a elaborar els filets d'alguns peixos.